# Passage du Géographe
Pour les articles homonymes, voir Géographe (homonymie).
Ne doit pas être confondu avec Détroit du Géographe.
Appelé Geographe Channel ou Geographe Passage en anglais, le passage du Géographe est un large détroit formé par la pointe nord de l'île Bernier et la Point Quobba, un cap australien situé au centre de la côte ouest de l'Australie-Occidentale. Passage le plus septentrional entre le reste de l'océan Indien et la  baie Shark, il est large d'environ 37 kilomètres en son point le plus étroit, avec  au sud-ouest l'îlot de Koks et au nord-est le littoral septentrional de Carnarvon. Tout comme le passage du Naturaliste, plus au sud, il a été nommé en l'honneur d'un navire, Le Géographe, emmenant l'expédition vers les Terres australes du Français Nicolas Baudin.